# Saint-Sauveur (Dordogne)
Pour les articles homonymes, voir Saint-Sauveur.
Saint-Sauveur-de-Bergerac redirige ici.
Saint-Sauveur (nom officiel), ou Saint-Sauveur-de-Bergerac (nom local), est une commune française située dans le département de la Dordogne, en région Nouvelle-Aquitaine.

## Géographie

### Généralités
En Périgord pourpre et dans l'unité urbaine de Bergerac, la commune de Saint-Sauveur, située en rive droite de la Dordogne, n'est cependant pas bordée par elle, séparée de son cours par une bande de terre d'environ 200 à 300 mètres de large appartenant à la commune de Mouleydier. Au nord, le territoire communal est limité par le Caudeau, un petit affluent de la Dordogne.
Le village de Saint-Sauveur, traversé par la route départementale (RD) 21, est situé, en distances orthodromiques, huit kilomètres à l'est-nord-est de Bergerac et douze kilomètres à l'ouest-nord-ouest de Lalinde.
La commune est également desservie au nord par la route départementale RD 21E1, en limite sud par la RD 21E2, et du sud-ouest au nord-est par la RD 32.

### Communes limitrophes
Saint-Sauveur est limitrophe de cinq autres communes dont Lembras au nord-ouest sur environ 220 mètres. Au sud, son territoire est distant d'environ 230 mètres de celui de Saint-Germain-et-Mons.
| Lembras | Lamonzie-Montastruc | Liorac-sur-Louyre |
|         | Saint-Sauveur       |                   |
| Creysse |                     | Mouleydier        |

### Géologie et relief

#### Géologie
Situé sur la plaque nord du Bassin aquitain et bordé à son extrémité nord-est par une frange du Massif central, le département de la Dordogne présente une grande diversité géologique. Les terrains sont disposés en profondeur en strates régulières, témoins d'une sédimentation sur cette ancienne plate-forme marine. Le département peut ainsi être découpé sur le plan géologique en quatre gradins différenciés selon leur âge géologique. Saint-Sauveur est située dans le quatrième gradin à partir du nord-est, un plateau formé de dépôts siliceux-gréseux et de calcaires lacustres de l'ère tertiaire.
Les couches affleurantes sur le territoire communal sont constituées de formations superficielles du Quaternaire et de roches sédimentaires datant pour certaines du Cénozoïque, et pour d'autres du Mésozoïque. La formation la plus ancienne, notée c5d, date du Campanien 4, des calcaires crayo-marneux grisâtres et des calcaires graveleux bioclastiques à orbitoides. La formation la plus récente, notée CF, fait partie des formations superficielles de type colluvions indifférenciées sablo-argileuses et argilo-sableuses. Le descriptif de ces couches est détaillé dans  la feuille « no 806 - Bergerac » de la carte géologique au 1/50 000 de la France métropolitaine, et sa notice associée.

Carte géologique de Saint-Sauveur.

#### Relief et paysages

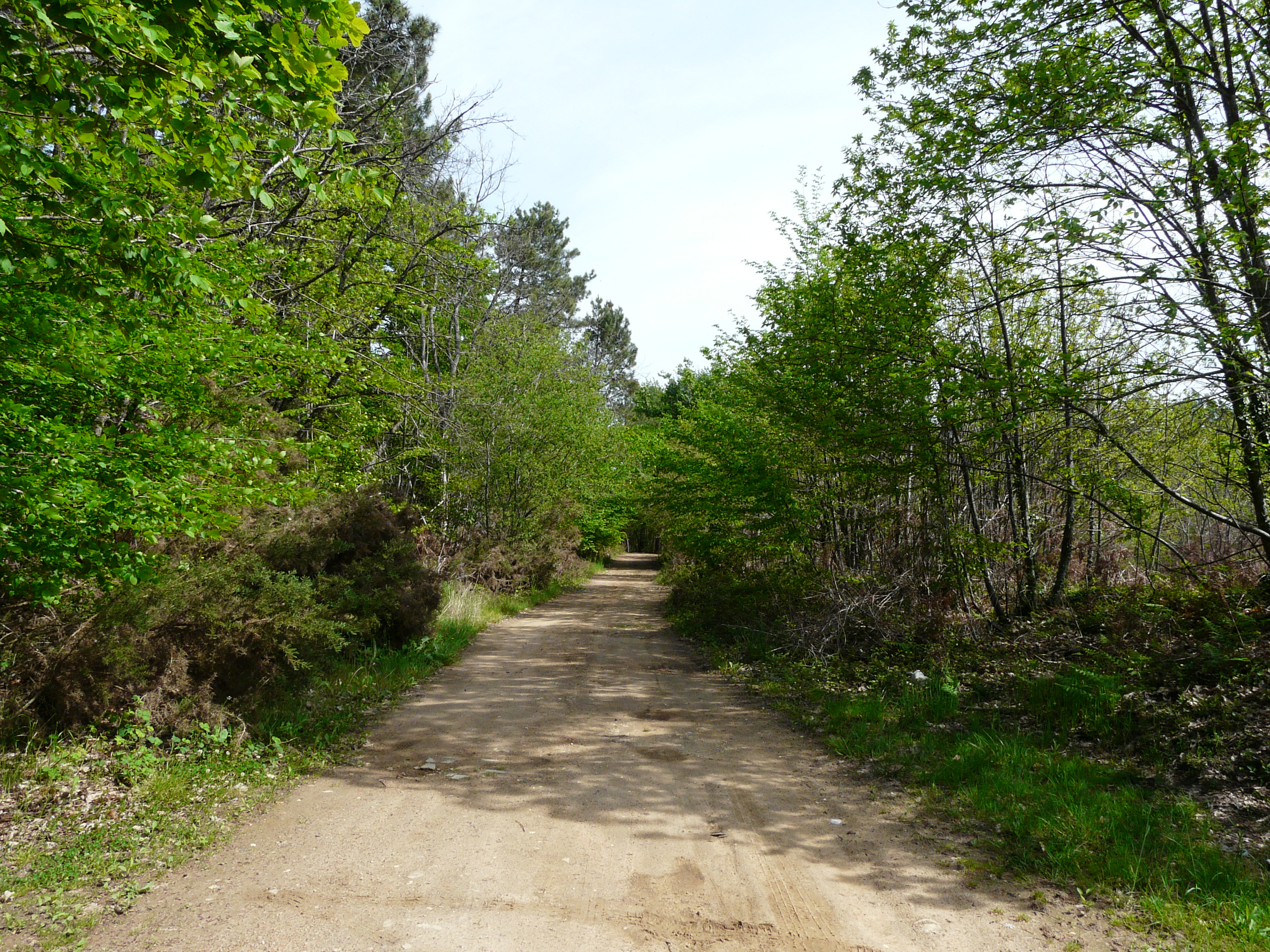
Chemin forestier en forêt de Liorac, en limite des communes de Saint-Sauveur (à gauche) et Mouleydier.

Le département de la Dordogne se présente comme un vaste plateau incliné du nord-est (491 m, à la forêt de Vieillecour dans le Nontronnais, à Saint-Pierre-de-Frugie) au sud-ouest (2 m à Lamothe-Montravel). L'altitude du territoire communal varie quant à elle entre 50 mètres au nord-ouest, là où le bras sud du Caudeau, appelé Vieux Caudeau, quitte la commune pour servir de limite entre celles de Lembras et Creysse, et 141 mètres en deux endroits, de part et d'autre de la route départementale 32 et du lieu-dit Piquecaillou, 600 mètres au nord et 1 200 mètres au nord-ouest du bourg de Saint-Sauveur.
Dans le cadre de la Convention européenne du paysage entrée en vigueur en France le 1er juillet 2006, renforcée par la loi du 8 août 2016 pour la reconquête de la biodiversité, de la nature et des paysages, un atlas des paysages de la Dordogne a été élaboré sous maîtrise d’ouvrage de l’État et publié en octobre 2020. Les paysages du département s'organisent en huit unités paysagères,. La commune est dans le Bergeracois, une région naturelle présentant un relief contrasté, avec les deux grandes vallées de la Dordogne et du Dropt séparées par un plateau plus ou moins vallonné, dont la pente générale s’incline doucement d’est en ouest. Ce territoire offre des paysages ouverts qui tranchent avec les paysages périgourdins. Il est composé de vignes, vergers et cultures,.
La superficie cadastrale de la commune publiée par l'Insee, qui sert de référence dans toutes les statistiques, est de 9,31 km2,. La superficie géographique, issue de la BD Topo, composante du Référentiel à grande échelle produit par l'IGN, est quant à elle de 9,38 km2.

### Hydrographie

#### Réseau hydrographique
La commune est située dans le bassin de la Dordogne au sein du Bassin Adour-Garonne. Elle est drainée uniquement par le Caudeau et ses bras méridionaux, qui constituent un réseau hydrographique de 2,5 km de longueur totale,.
Le Caudeau, d'une longueur totale de 38,47 km, prend sa source dans la commune de Veyrines-de-Vergt et se jette dans la Dordogne en rive droite à Bergerac, juste en aval du barrage de Bergerac. Il borde la commune au nord sur deux kilomètres et demi, face à Lamonzie-Montastruc et Lembras.

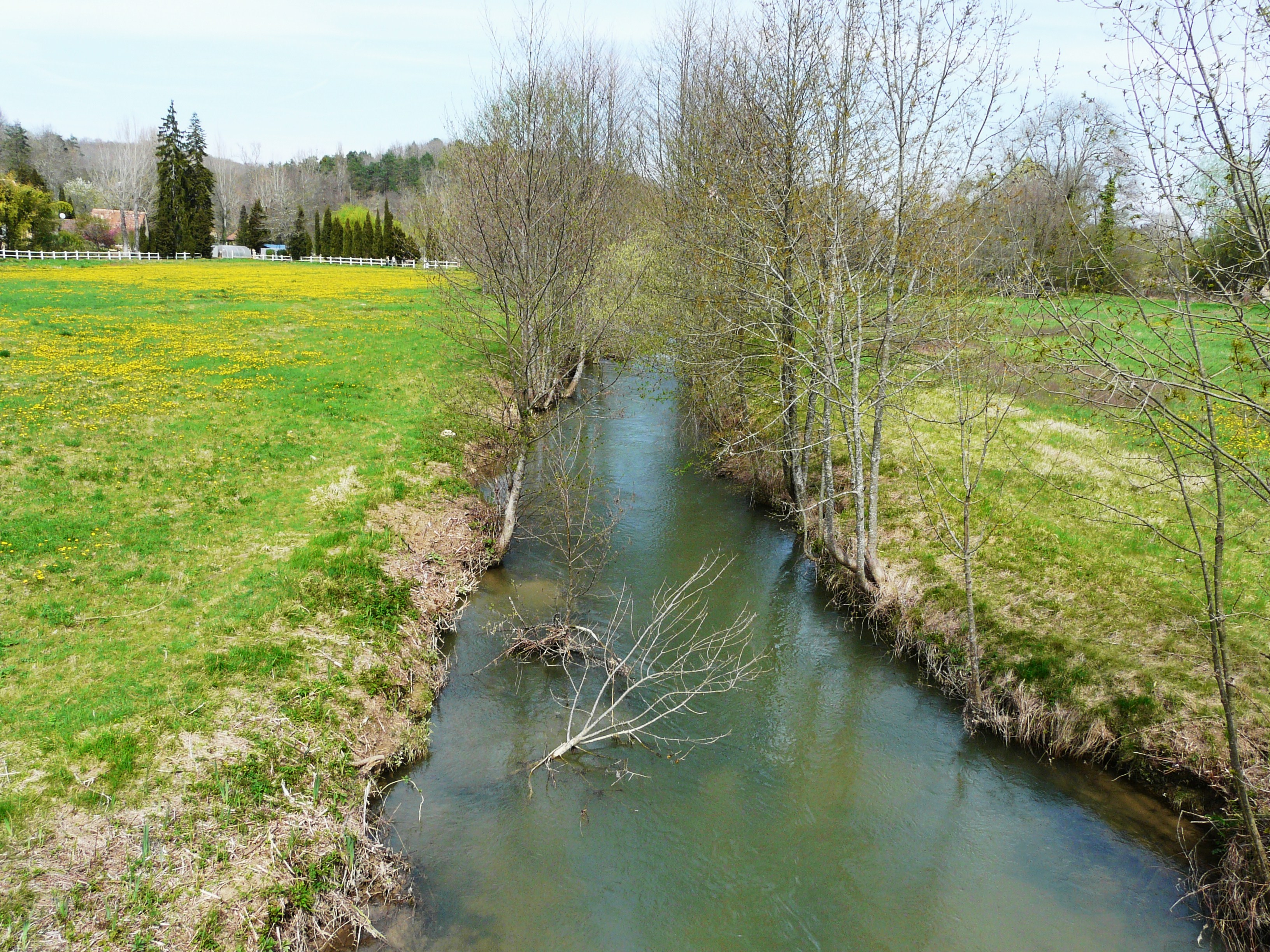
Le Caudeau en limite de Lamonzie-Montastruc (à gauche) et de Saint-Sauveur.
Réseaux hydrographique et routier de Saint-Sauveur.

#### Gestion et qualité des eaux
Le territoire communal est couvert par le schéma d'aménagement et de gestion des eaux (SAGE) « Dordogne Atlantique ». Ce document de planification, dont le territoire correspond au sous‐bassin le plus aval du bassin versant de la Dordogne (aval de la confluence Dordogne - Vézère)., d'une superficie de 2 700 km2 est en cours d'élaboration. La structure porteuse de l'élaboration et de la mise en œuvre est l'établissement public territorial de bassin de la Dordogne (EPIDOR). Il définit sur son territoire les objectifs généraux d’utilisation, de mise en valeur et de protection quantitative et qualitative des ressources en eau superficielle et souterraine, en respect des objectifs de qualité définis dans le troisième SDAGE  du Bassin Adour-Garonne qui couvre la période 2022-2027, approuvé le 10 mars 2022.
La qualité des eaux de baignade et des cours d’eau peut être consultée sur un site dédié géré par les agences de l’eau et l’Agence française pour la biodiversité.

### Climat
Pour des articles plus généraux, voir Climat de la Nouvelle-Aquitaine et Climat de la Dordogne.
Historiquement, la commune est exposée à un climat océanique aquitain.  
En 2020, Météo-France publie une typologie des climats de la France métropolitaine dans laquelle la commune est exposée à un climat océanique altéré et est dans la région climatique  Aquitaine, Gascogne, caractérisée par une pluviométrie abondante au printemps, modérée en automne, un faible ensoleillement au printemps, un été chaud (19,5 °C), des vents faibles, des brouillards fréquents en automne et en hiver et des orages fréquents en été (15 à 20 jours).
Pour la période 1971-2000, la température annuelle moyenne est de 12,6 °C, avec  une amplitude thermique annuelle de 15,1 °C. Le cumul annuel moyen de précipitations est de 857 mm, avec 11,7 jours de précipitations en janvier et 6,8 jours en juillet. Pour la période 1991-2020, la température moyenne annuelle observée sur la station météorologique la plus proche, située sur la commune de Bergerac à 8 km à vol d'oiseau, est de 13,2 °C et le cumul annuel moyen de précipitations est de 792,9 mm,. Pour l'avenir, les paramètres climatiques de la commune estimés pour 2050 selon différents scénarios d’émission de gaz à effet de serre sont consultables sur un site dédié publié par Météo-France en novembre 2022.

## Urbanisme

### Typologie
Au 1er janvier 2024, Saint-Sauveur est catégorisée commune rurale à habitat dispersé, selon la nouvelle grille communale de densité à 7 niveaux définie par l'Insee en 2022.
Elle appartient à l'unité urbaine de Bergerac, une agglomération inter-départementale dont elle est une commune de la banlieue,. Par ailleurs la commune fait partie de l'aire d'attraction de Bergerac, dont elle est une commune de la couronne,. Cette aire, qui regroupe 73 communes, est catégorisée dans les aires de 50 000 à moins de 200 000 habitants,.

### Occupation des sols
L'occupation des sols de la commune, telle qu'elle ressort de la base de données européenne d’occupation biophysique des sols Corine Land Cover (CLC), est marquée par l'importance des forêts et milieux semi-naturels (53,7 % en 2018), une proportion sensiblement équivalente à celle de 1990 (54,1 %). La répartition détaillée en 2018 est la suivante : 
forêts (50,8 %), prairies (17,8 %), zones agricoles hétérogènes (13,3 %), zones urbanisées (10,3 %), terres arables (4,9 %), milieux à végétation arbustive et/ou herbacée (2,9 %). L'évolution de l’occupation des sols de la commune et de ses infrastructures peut être observée sur les différentes représentations cartographiques du territoire : la carte de Cassini (XVIIIe siècle), la carte d'état-major (1820-1866) et les cartes ou photos aériennes de l'IGN pour la période actuelle (1950 à aujourd'hui).

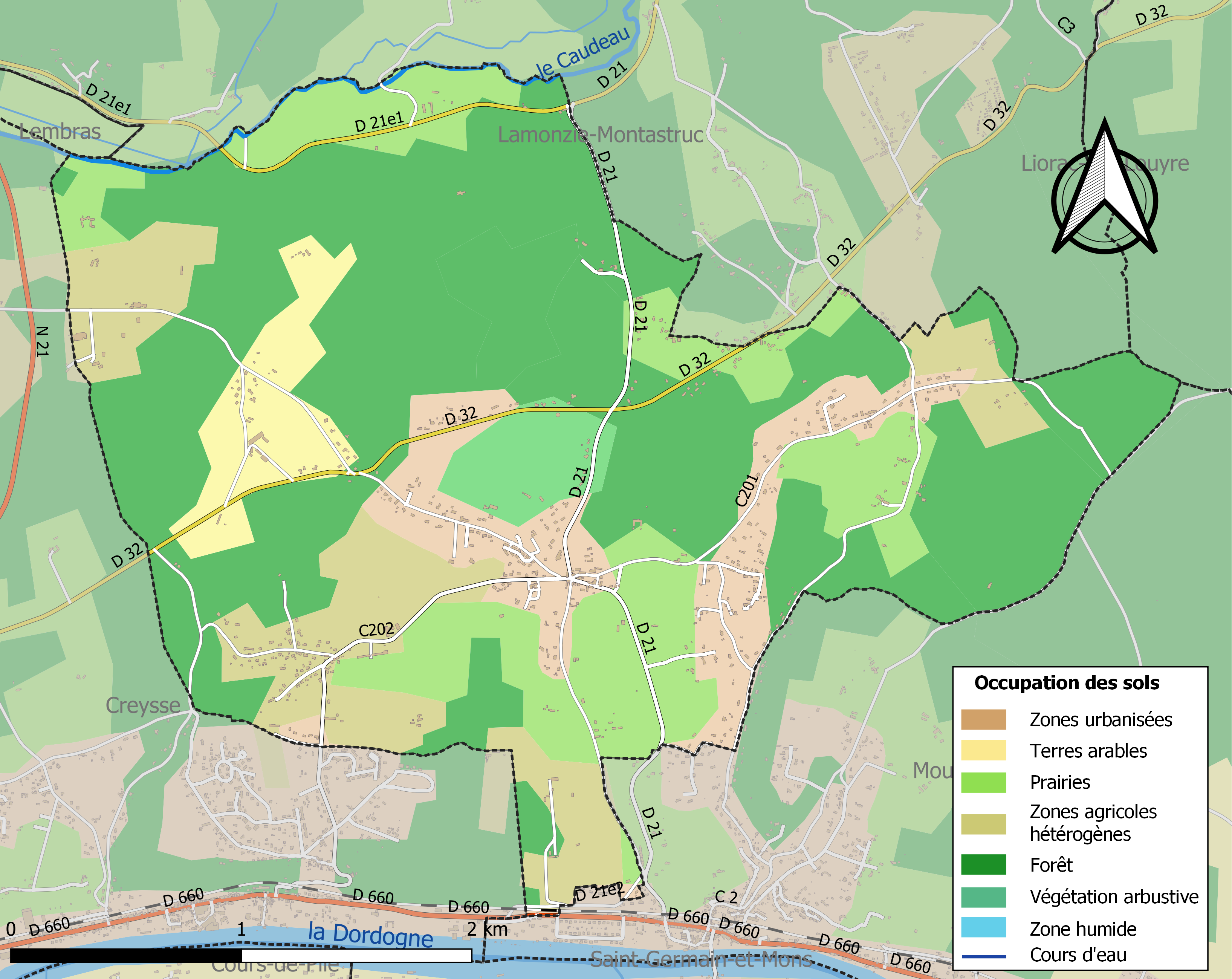
Carte des infrastructures et de l'occupation des sols de la commune en 2018 (CLC).

### Prévention des risques
Le territoire de la commune de Saint-Sauveur est vulnérable à différents aléas naturels : météorologiques (tempête, orage, neige, grand froid, canicule ou sécheresse), inondations, feux de forêts, mouvements de terrains et séisme (sismicité très faible). Un site publié par le BRGM permet d'évaluer simplement et rapidement les risques d'un bien localisé soit par son adresse soit par le numéro de sa parcelle.
Certaines parties du territoire communal sont susceptibles d’être affectées par le risque d’inondation par débordement de cours d'eau, notamment le Caudeau. La commune a été reconnue en état de catastrophe naturelle au titre des dommages causés par les inondations et coulées de boue survenues en 1982 et 1999,. Le risque inondation est pris en compte dans l'aménagement du territoire de la commune par le biais du plan de prévention des risques inondation (PPRI) de la « vallée du Caudeau », couvrant 14 communes et approuvé le 11 septembre 2015, pour les crues du Caudeau,.
Saint-Sauveur est exposée au risque de feu de forêt. L’arrêté préfectoral du 14 mars 2013 fixe les conditions de pratique des incinérations et de brûlage dans un objectif de réduire le risque de départs d’incendie. À ce titre, des périodes sont déterminées : interdiction totale du 15 février au 15 mai et du 15 juin au 15 octobre, utilisation réglementée du 16 mai au 14 juin et du 16 octobre au 14 février. En septembre 2020, un plan inter-départemental de protection des forêts contre les incendies (PidPFCI) a été adopté pour la période 2019-2029,.

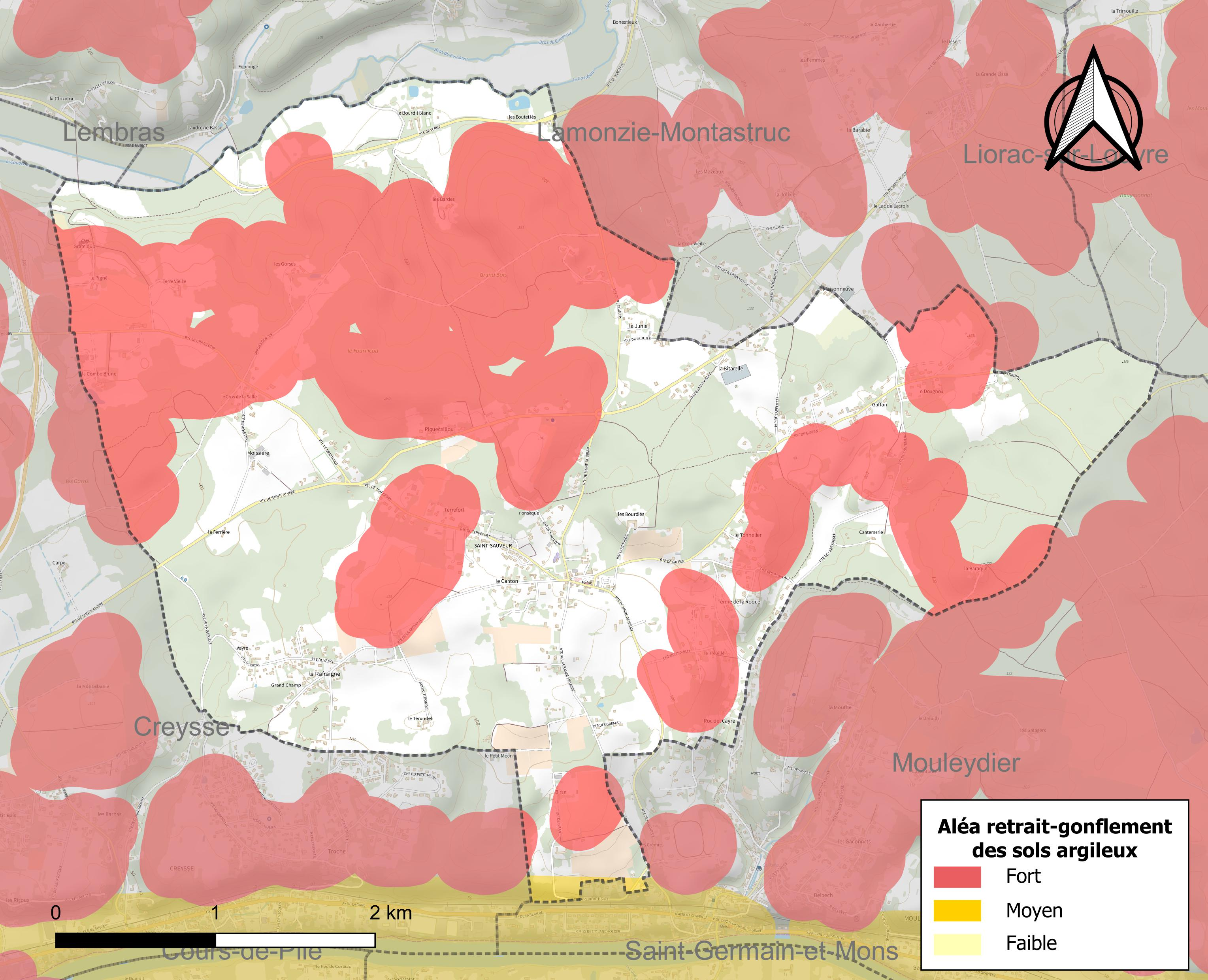
Carte des zones d'aléa retrait-gonflement des sols argileux de Saint-Sauveur.

Les mouvements de terrains susceptibles de se produire sur la commune sont des tassements différentiels. Le retrait-gonflement des sols argileux est susceptible d'engendrer des dommages importants aux bâtiments en cas d’alternance de périodes de sécheresse et de pluie. 44,9 % de la superficie communale est en aléa moyen ou fort (58,6 % au niveau départemental et 48,5 % au niveau national métropolitain). Depuis le 1er octobre 2020, en application de la loi ÉLAN, différentes contraintes s'imposent aux vendeurs, maîtres d'ouvrages ou constructeurs de biens situés dans une zone classée en aléa moyen ou fort,.
La commune a été reconnue en état de catastrophe naturelle au titre des dommages causés par la sécheresse en 1989, 1991, 1997, 2005 et 2011 et par des mouvements de terrain en 1999.

## Toponymie

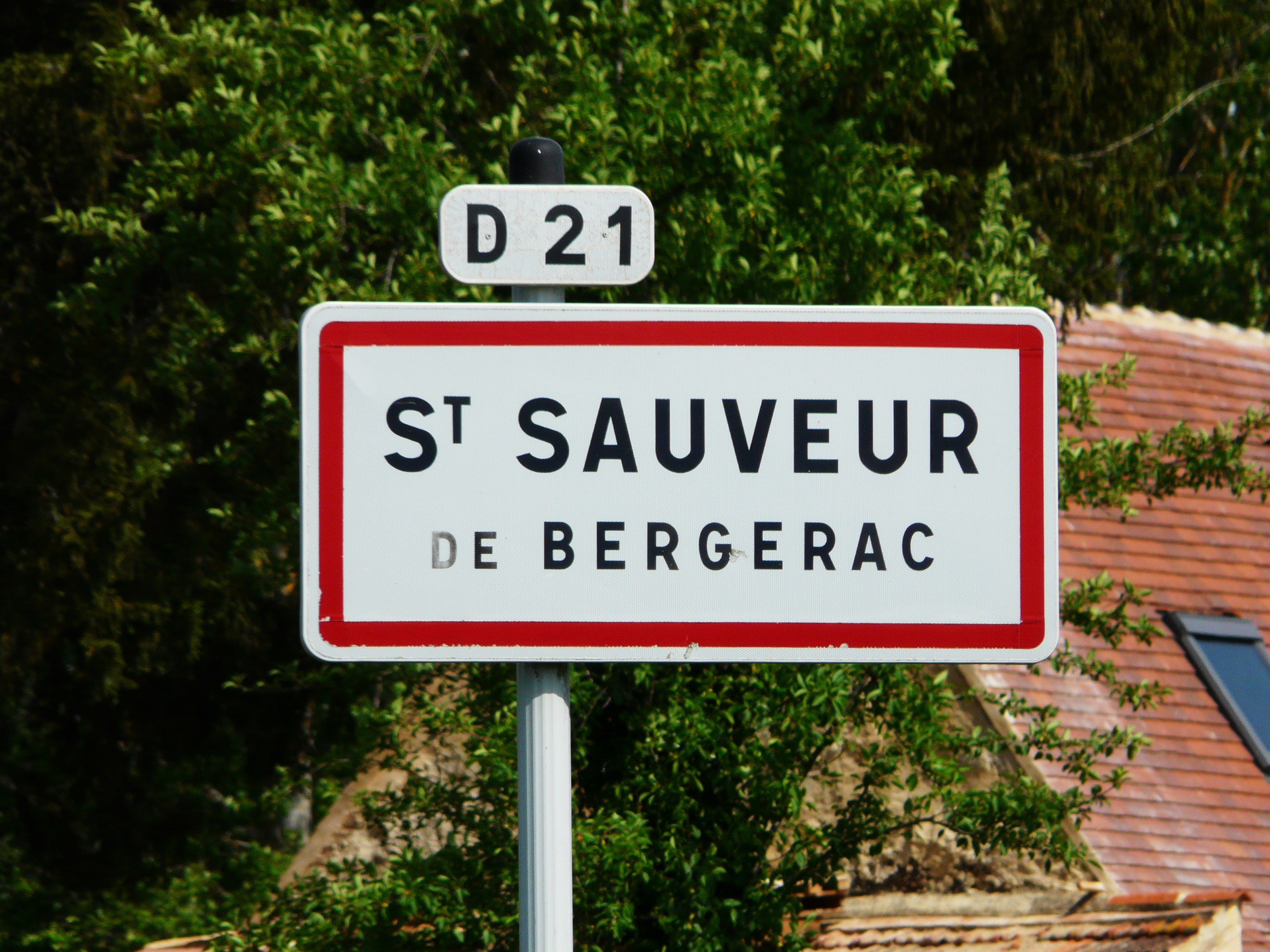
Panneau d'entrée dans le village.

Bien que le nom officiel de la commune soit Saint-Sauveur, elle porte localement le nom de Saint Sauveur de Bergerac, comme le prouvent les panneaux routiers du bourg et le site internet du Pays du Grand Bergeracois, du fait de la proximité de Bergerac et à cause de l'homonymie avec Saint-Sauveur-Lalande (anciennement appelée Saint-Sauveur), située dans le même département, à trente kilomètres au nord-ouest, à vol d'oiseau.
La première mention écrite connue du village remonte au XVIe siècle sous la forme latine Sanctus Salvator de la Mongia, se référant au village proche de La Mongie, situé au nord. Au XVIIIe siècle apparaît le nom de Saint-Sauveur de Clairans, par rapport à Clairans, à l'est.
Saint-Sauveur est le nom mystique de Jésus-Christ.
En occitan, la commune porte le nom de Sent Salvador.

## Histoire
En plusieurs lieux du territoire communal ont été révélées des traces d'occupation humaine au Paléolithique.
La commune de Saint-Sauveur a été créée en 1790, en même temps que la plupart des autres communes françaises.

## Politique et administration

### Rattachements administratifs
La commune de Saint-Sauveur a, dès 1790, été rattachée au canton de Liorac qui dépendait du district de Bergerac. En 1800, le canton de Liorac est supprimé, de même que les districts, et la commune est rattachée au canton de Bergerac dépendant de l'arrondissement de Bergerac. En 1973, le canton de Bergerac est scindé en deux et Saint-Sauveur est désormais rattachée au canton de Bergerac-2.

### Intercommunalité
En 2002, Saint-Sauveur intègre dès sa création la communauté de communes des Trois Vallées du Bergeracois. Cette structure intercommunale fusionne avec deux autres pour former au 1er janvier 2013 la communauté d'agglomération bergeracoise. Celle-ci fusionne avec la communauté de communes des Coteaux de Sigoulès au 1er janvier 2017 pour former la nouvelle communauté d'agglomération bergeracoise.

### Administration municipale
La population de la commune étant comprise entre 500 et 1 499 habitants au recensement de 2017, quinze conseillers municipaux ont été élus en 2020,.

### Liste des maires
| Période                                  | Période        | Identité                | Étiquette | Qualité                            |
| ---------------------------------------- | -------------- | ----------------------- | --------- | ---------------------------------- |
| Les données manquantes sont à compléter. |                |                         |           |                                    |
| février 1790                             |                | Tournier                |           | Curé                               |
| juin 1790                                |                | Basset                  |           |                                    |
| An II                                    | An III         | Burete                  |           |                                    |
| An IV                                    | An V           | Tournier                |           |                                    |
|                                          | An V           | Chiquot                 |           |                                    |
|                                          | An VI          | Burete                  |           |                                    |
| An VI                                    | 1812           | Chiquot                 |           |                                    |
| 1813                                     | 1815           | Sirven                  |           |                                    |
| 1815                                     | 1815           | Chiquot                 |           |                                    |
| 1815                                     | 1825           | De Sirven               | Qualité=  |                                    |
| 1825                                     | 1826           | Basset                  |           |                                    |
| 1826                                     | 1831           | Maine de Biran          |           |                                    |
| 1831                                     | 1836           | Mirabel                 |           |                                    |
| 1837                                     | 1838           | Maine de Biran          |           |                                    |
| 1839                                     | 1844           | Valeton                 |           |                                    |
| 1844                                     | décembre 1851  | Charpenet               |           |                                    |
| janvier 1852                             | septembre 1855 | Jean Ravinet            |           |                                    |
| septembre 1855                           | février 1863   | Ludovic de Royère       |           |                                    |
| février 1863                             | (1922 ou 1923) | Ludovic (Daude-)Lagrave |           | Avocat                             |
| janvier 1923                             | 1952           | Edmond Daude-Lagrave    |           | Médecin                            |
| décembre 1952                            | mai 1953       | Gaston Chort            |           |                                    |
| mai 1953                                 | mars 1959      | Georges Maury           |           |                                    |
| mars 1959                                | mars 1977      | Pierre Morand-Monteil   |           | Avocat                             |
| mars 1977                                | mars 2001      | Alphonse Deplanque      |           | Agent général d'assurances         |
| mars 2001                                | juin 2016      | Daniel Joiret           | PS        | Retraité                           |
| juin 2016                                | septembre 2016 | Roland Fray             |           | Adjoint faisant fonctions de maire |
| septembre 2016 (réélu en mai 2020)       | En cours       | Roland Fray             |           |                                    |

### Politique environnementale
Dans son palmarès 2024, le Conseil national de villes et villages fleuris de France a attribué deux fleurs à la commune.

## Équipements et services publics

### Enseignement
En 2012, Saint-Sauveur est organisée en regroupement pédagogique intercommunal (RPI) avec la commune de Lamonzie-Montastruc au niveau des classes de maternelle et de primaire. La commune assure les classes de cours élémentaire et de cours moyen, les classes de maternelle et de cours préparatoire s'effectuant à Lamonzie-Montastruc.

### Justice
En 2023, dans le domaine judiciaire, Saint-Sauveur relève : 
- du tribunal judiciaire, du tribunal pour enfants, du conseil de prud'hommes et du tribunal de commerce de Bergerac ;
- du pôle Nationalité du tribunal judiciaire de Périgueux (compétent uniquement dans le domaine de la nationalité) ;
- de la cour d'appel, du tribunal administratif et de la  cour administrative d'appel de Bordeaux.

## Population et société

### Démographie
Les habitants de Saint-Sauveur se nomment les Salvadoriens.
L'évolution du nombre d'habitants est connue à travers les recensements de la population effectués dans la commune depuis 1793. Pour les communes de moins de 10 000 habitants, une enquête de recensement portant sur toute la population est réalisée tous les cinq ans, les populations de référence des années intermédiaires étant quant à elles estimées par interpolation ou extrapolation. Pour la commune, le premier recensement exhaustif entrant dans le cadre du nouveau dispositif a été réalisé en 2008.

En 2022, la commune comptait 855 habitants, en évolution de +1,3 % par rapport à 2016 (Dordogne : +0,37 %, France hors Mayotte : +2,11 %).
| 1793 | 1800 | 1806 | 1821 | 1831 | 1836 | 1841 | 1846 | 1851 |
| ---- | ---- | ---- | ---- | ---- | ---- | ---- | ---- | ---- |
| 425  | 366  | 419  | 451  | 393  | 446  | 444  | 460  | 437  |

| 1856 | 1861 | 1866 | 1872 | 1876 | 1881 | 1886 | 1891 | 1896 |
| ---- | ---- | ---- | ---- | ---- | ---- | ---- | ---- | ---- |
| 449  | 420  | 412  | 380  | 371  | 408  | 384  | 359  | 336  |

| 1901 | 1906 | 1911 | 1921 | 1926 | 1931 | 1936 | 1946 | 1954 |
| ---- | ---- | ---- | ---- | ---- | ---- | ---- | ---- | ---- |
| 338  | 338  | 334  | 254  | 251  | 255  | 265  | 250  | 279  |

| 1962 | 1968 | 1975 | 1982 | 1990 | 1999 | 2006 | 2008 | 2013 |
| ---- | ---- | ---- | ---- | ---- | ---- | ---- | ---- | ---- |
| 284  | 334  | 420  | 529  | 605  | 606  | 733  | 769  | 815  |

| 2018 | 2022 | - | - | - | - | - | - | - |
| ---- | ---- | - | - | - | - | - | - | - |
| 851  | 855  | - | - | - | - | - | - | - |

### Manifestations culturelles et festivités
- Fête votive sur un week-end en août[63].

## Économie

### AOC
La commune de Saint-Sauveur est l'une des quatre communes (avec Bergerac, Creysse et Lembras) où est cultivé le vignoble qui produit l'AOC pécharmant.

### Emploi
En 2015, parmi la population communale comprise entre 15 et 64 ans, les actifs représentent 390 personnes, soit 46,4 % de la population municipale. Le nombre de chômeurs (trente-huit) a augmenté par rapport à 2010 (vingt-cinq) et le taux de chômage de cette population active s'établit à 9,8 %.

### Établissements
Au 31 décembre 2015, la commune compte cinquante-huit établissements, dont trente-deux au niveau des commerces, transports ou services, huit dans la construction, huit relatifs au secteur administratif, à l'enseignement, à la santé ou à l'action sociale, sept dans l'agriculture, la sylviculture ou la pêche, et trois dans l'industrie.

## Culture locale et patrimoine

### Lieux et monuments
- Château de Biran, XVIIe siècle,dans un domaine viticole
- Château de Grateloup, XVIIIe et XIXe siècles, partiellement inscrit aux monuments historiques depuis 1997[68], dans un site inscrit depuis 1973[69].
- Manoir de Tourondel
- Chartreuse des Bourdies (ou des Bourdiés)
- Église Transfiguration de Notre-Seigneur, de style néogothique
- Tombe de Maine de Biran[70].

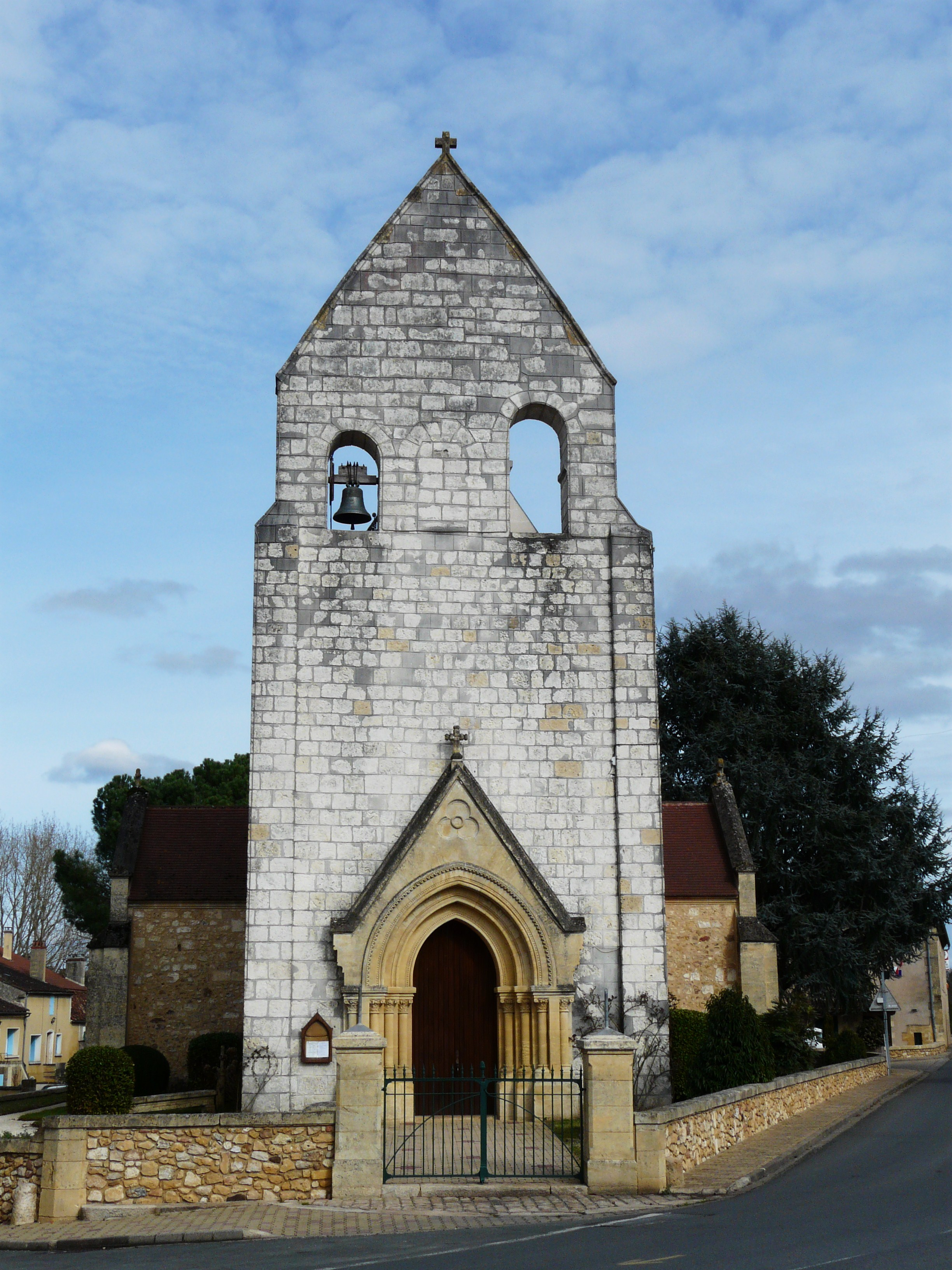
Le clocher-mur de l'église.
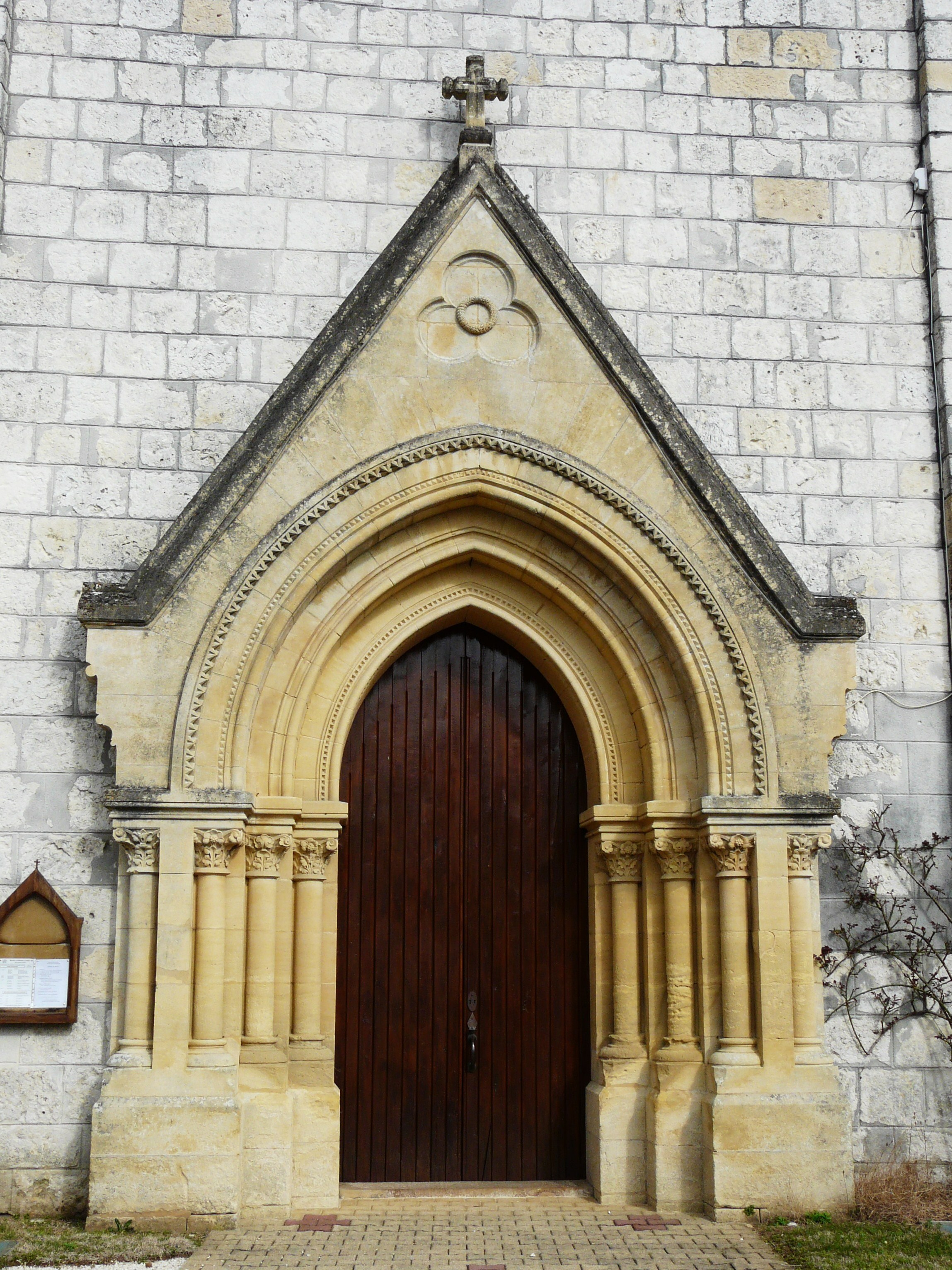
Le portail de l'église.
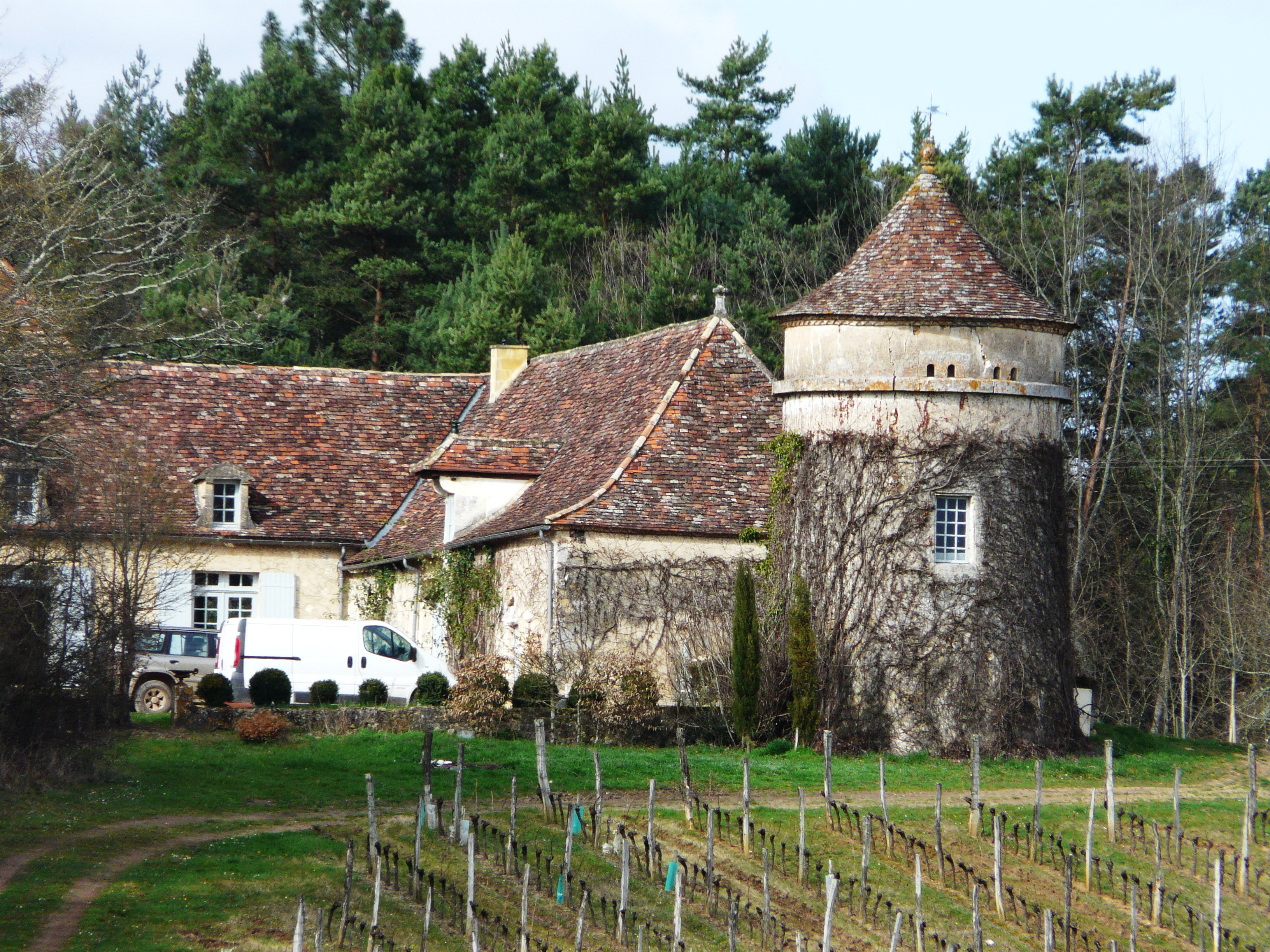
La chartreuse des Bourdies.
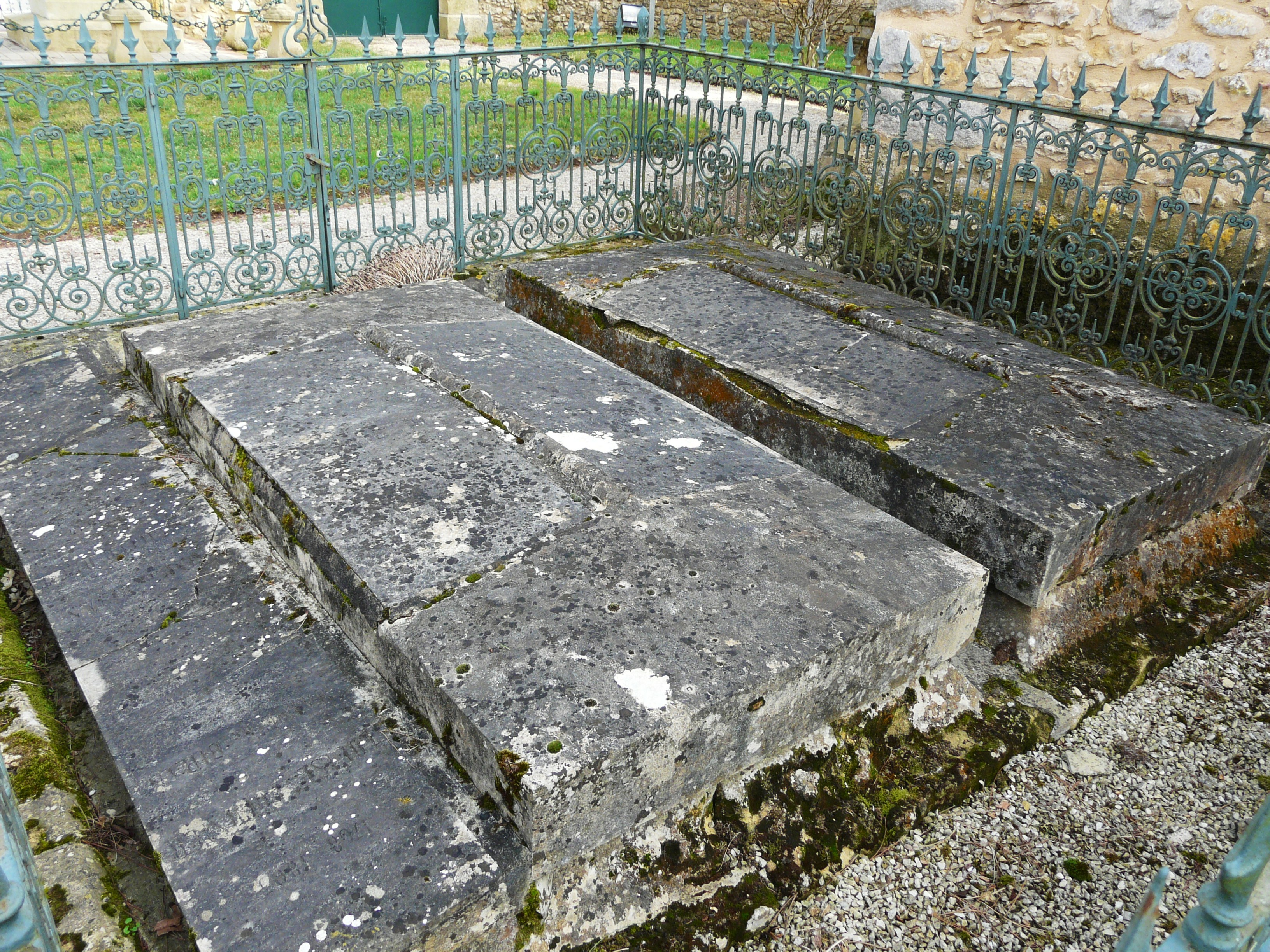
Tombes de la famille de Biran, dont celle de Maine de Biran.

### Patrimoine naturel

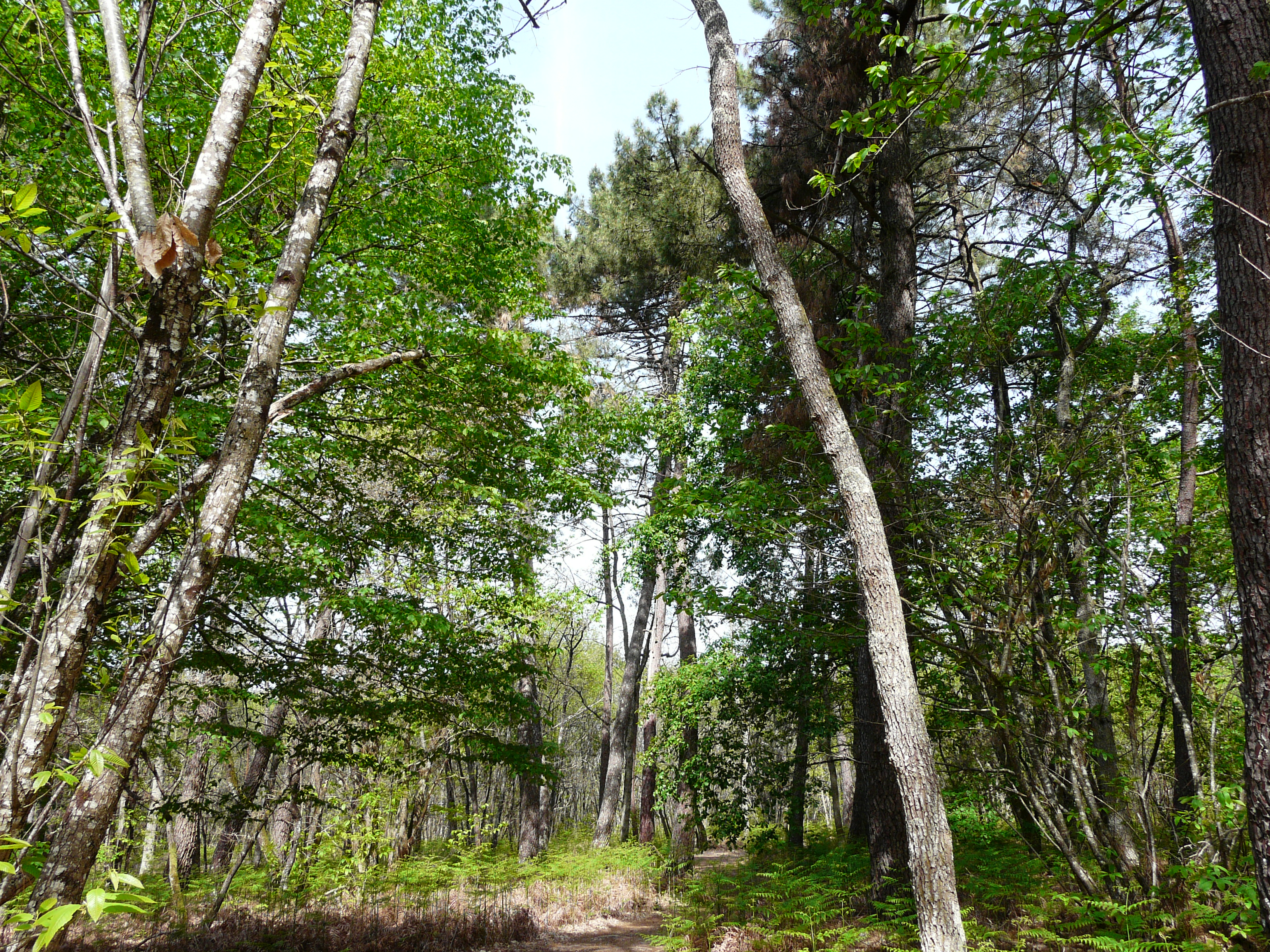
La forêt de Liorac, à l'est du territoire communal.

La commune présente deux zones naturelles d'intérêt écologique, faunistique et floristique (ZNIEFF) :
- à la pointe nord-est du territoire communal, sur environ 75 hectares, une ZNIEFF de type II : la forêt de Liorac, refuge de la grande faune[71],[72].
- sur 37 hectares au nord de la route départementale 32, entre les lieux-dits le Fournicou et les Grands Bois, une ZNIEFF de type I : la station botanique du Fournicou, site sur lequel se rencontre une fougère plutôt endémique des zones montagnardes[73],[74], le polystic à aiguillons (Polystichum aculeatum)[75].

Par ailleurs, le château de Grateloup et ses environs représentent sur plus de 12 hectares, un site inscrit.

### Personnalités liées à la commune
- Famille Gontier de Biran

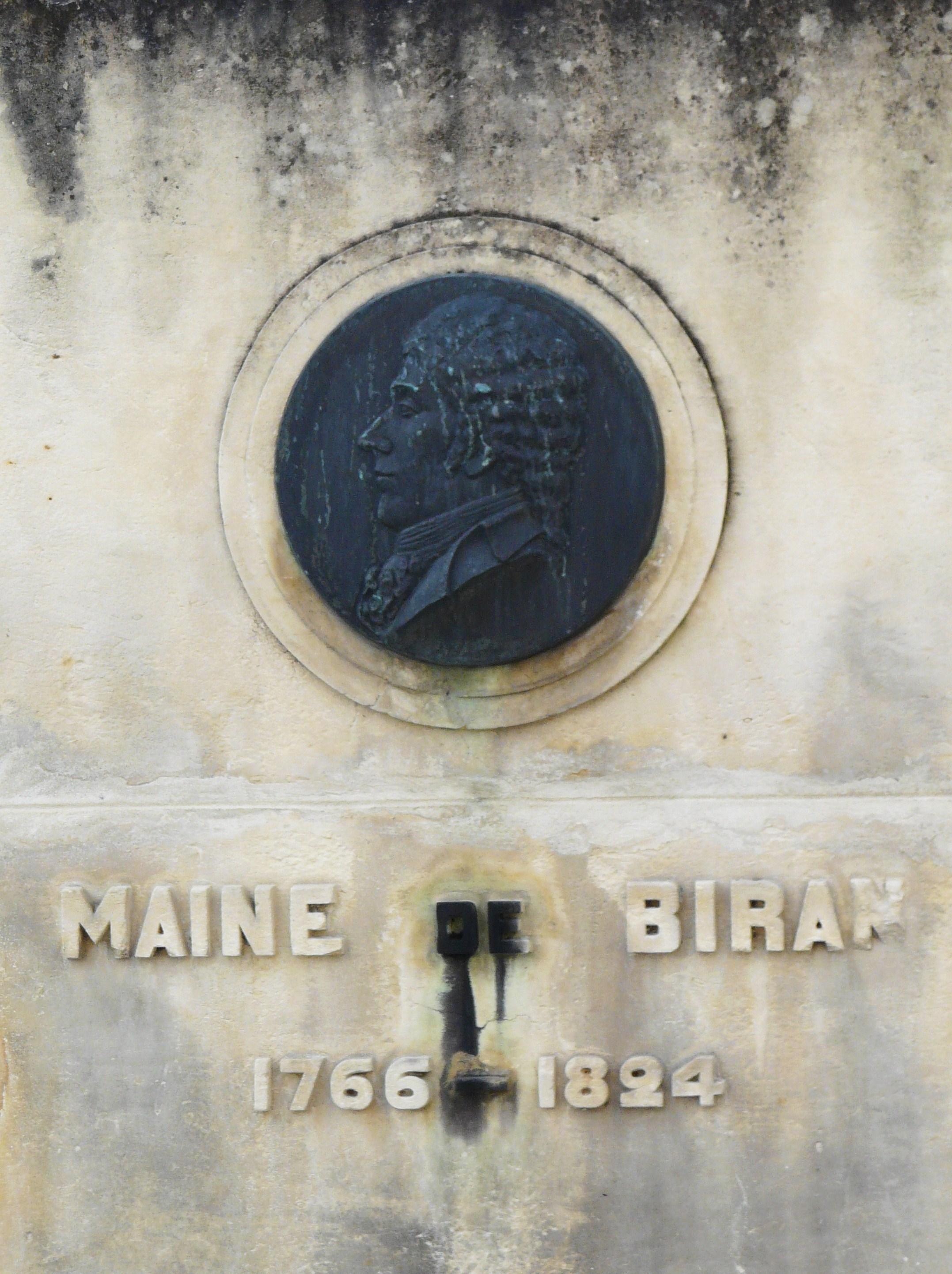
Face à l'église, une plaque à la mémoire de Maine de Biran.

- Maine de Biran (1766-1824), philosophe, vécut en partie au château de Grateloup. Il fut inhumé à Paris mais ses restes furent rapatriés en 1866 à Saint-Sauveur, dans le tombeau de la famille[76].
- Henri Sicard (1914-1992), est un homme politique, né à Saint-Sauveur.

### Héraldique
| Blason de Saint-Sauveur (Dordogne) | Blason  | Parti, au 1er d'or à trois bandes d'azur ; au chef de gueules chargé d'une porte couverte donjonnée de deux tours d'or et ouverte de gueules, au 2e de gueules au dragon d'or lampassé d'argent mis en pal ; au chef aussi de gueules à la croix cléchée, vidée et pommetée de douze pièces d'or. À dextre, les armes de Maine de Biran surmontées en chef de l'emblème héraldique de l'entrée de sa gentilhommière au château de Grateloup. À senestre, le « Coulobre », dragon terrassé selon la légende par saint Front ; surmonté en chef de la croix occitane. |
| Blason de Saint-Sauveur (Dordogne) | Détails | Blason validé par le conseil municipal de la commune en 1993. |

## Pour approfondir